# خواهرزاده های همسر سرهنگ
خواهرزاده‌های همسر سرهنگ (به آلمانی: Die Nichten der Frau Oberst) فیلمی در ژانر کمدی، رومانتیک، اروتیک به کارگردانی و فیلم‌نامه‌نویسی اروین س. دیتریش، بر اساس رمانی منسوب به گی دو موپاسان، محصول سال ۱۹۸۰ مشترک کشورهای سوئیس، ایتالیا و آلمان می‌باشد.
از بازیگرانی که در این فیلم به ایفای نقش پرداخته‌اند، می‌توان از کارین گامبیه، بریژیت لائه کتی استوارت و پاسکل وایتل نام برد. این فیلم که در پخش جهانی به نام رازهای یک پیش‌خدمت فرانسوی (به انگلیسی: Secrets of a French Maid) شناخته می‌شود؛ دنباله‌ای بر فیلمی موفق به همین نام، ساختِ اروین س. دیتریش که در سال ۱۹۶۸ تولید شده، می‌باشد. این فیلم در ۱۸ ژانویه ۱۹۸۰ در سینماهای آلمان و سوئیس به نمایش درآمد.

## خلاصه داستان
«ژان» زنی خوش‌پوش و باوقار، که بیوه «سرهنگ دگراندویل» است؛ در عمارتی در حومه شهر نُرماندی با خواهرزاده‌های جوان و یتیم خود، یعنی «جولی» و «فلورانس» که در سن ازدواج و به‌دنبال فرد مناسبی برای تشکیل خانواده هستند؛ زندگی می‌کند.
همراه آنها دختری به نام «نانا» خدمتکار منزل، «باپتیست» باغبان، «اریک» اصطبل‌بان، «گاستون» پیشخدمت آشپزخانه و نامزدش «مینه» که آشپز عمارت است؛ به خدمت مشغول هستند.
در مجاورت مزرعه و خانه نیز، «جرارد» نقاش، «سیمون کانار» ورزشکار اما تنها و منزوی در جنگل، «جان» خریدار محصولات مزرعه روزگار می‌گذرانند.
ژان، جولی و فلورانس در جستجوی ساحل آرامش، برای رساندن کشتی زندگی‌شان در دریای متلاطم عشق و شهوت هستند و سرانجام با موفقیت به مقصود خود می‌رسند.